# Hermann Kuhr
Hermann Kuhr (* 18. September 1879; † 20. Januar 1925) ist der Begründer der akademischen Turnlehrerausbildung in Leipzig.

## Leben und Wirken
Er war der erste Turnlehrer in Leipzig und damit in Deutschland überhaupt. Es gelang ihm aus dem Allgemeinen Akademischen Turnabend, den er 1905/06 selbst gegründet hatte, heraus als Oberturnlehrer zunächst einen vier-, später achtsemestrigen Studiengang an der Universität Leipzig aufzubauen und ab 1908 die Eingliederung des akademischen Turnwesens in den Lehrplan der Universität. Den Ausbau zu einer sportwissenschaftlichen Professur erlebte er bedingt durch seinen frühen Tod 1925 nicht mehr. Dieses erfolgte durch Hermann Altrock. Er ist als Pionier der Sportwissenschaft in Deutschland zu bezeichnen. Hans-Jörg-Kirste schreibt über Kuhr: Die Vorgeschichte begann im Jahr 1921, als die Universität Leipzig ihr Gymnastisches Institut unter der Leitung des Akademischen Turn- und Sportlehrers, Prof. Dr. phil. Hermann Kuhr, eröffnete. Als Hermann Kuhr im Januar 1925 erst 45-jährig verstarb, hinterließ er nicht nur ein im Aufbau befindliches Hochschulinstitut, sondern auch eine am Hochschulsport und an der akademischen Turnlehrerausbildung äußerst interessierte Studentenschaft. Kuhr hatte die ursprünglich vier Semester umfassende Turnphilologenausbildung zu einem achtsemestrigen Studiengang entwickelt. Für den allgemeinen Studentensport schuf er die Vorbedingungen zu dessen obligater Einführung für die ersten beiden Semester. Im Jahr 1912 reiste eine Turnriege unter seiner Leitung zu den Olympischen Spielen nach Stockholm und belegte für das Deutsche Reich Platz 5.

## Werke
- Kuhr, Hermann: Geschichte der I. deutschen gymnastischen Lehranstalt, eröffnet an der Universität Erlangen im Frühjahr 1806 durch Dr. Joh. Adolf Carl Roux. Phil. Dissertation Erlangen 15. Februar 1906. Leipzig 1906.
- Kuhr, Hermann: Der Kampf um die Leipziger Universitäts-Turnhalle – ihre Bedeutung für das akademische und turnerische Leben der Gegenwart, Leipzig, 1909.